# Mala Vulîha, Tîvriv
Mala Vulîha (în ucraineană Мала Вулига) este localitatea de reședință a comunei Mala Vulîha din raionul Tîvriv, regiunea Vinnița, Ucraina.

## Demografie
Componența lingvistică a localității Mala Vulîha
     Ucraineană (96,76%)
     Română (2,59%)
     Alte limbi (0,65%)
Conform recensământului din 2001, majoritatea populației localității Mala Vulîha era vorbitoare de ucraineană (96,76%), existând în minoritate și vorbitori de română (2,59%).